# Ronald Williamson
Ronald Keith Williamson (Oklahoma, 3 de febrero de 1953 - 4 de diciembre de 2004) fue un lanzador/receptor de ligas menores de béisbol de los Estados Unidos que fue una de las dos personas erróneamente convictos por la violación y asesinato de Debra Sue "Debbie" Carter, en 1988 en Oklahoma. El otro inculpado, Dennis Fritz fue condenado a prisión perpetua y Williamson sentenciado a muerte.

## Primeros años
Nacido y criado en Ada, Oklahoma, Williamson fue el 41 seleccionado en el béisbol amateur del draft de 1971, una selección de segunda ronda de los Oakland Athletics. Pasó la temporada de 1972 principalmente con el Coos Bay-North Bend A's, bateando .265 en 52 juegos. En 1973, tuvo un pobre año, con .137 de bateo para los Key West Conchs con sólo 13 carreras producidas en 59 juegos. Una lesión del hombro descarriló su carrera los siguientes años. Su padre, a través de una amistad de infancia con el ex lanzador de Grandes Ligas Harry Brecheen, logró una evaluación de los New York Yankees, donde se lanzó en su sistema de ligas menores durante parte de 1976 y 1977. En su última temporada, lanzó en 14 juegos con 33 entradas de trabajo. A la edad de 24 su carrera de béisbol había terminado. Intentó despertar el interés de los Yankees el campamento de primavera 2 años más tarde, pero no tuvo éxito, aunque logró otro pequeño paso por las menores. Este se truncó debido una vez más a la acuciante lesión del hombro.
Con su carrera en el béisbol terminada, Williamson se convirtió en adicto a las drogas y el alcohol y sufrió de cada vez más graves enfermedades mentales, se volvió depresivo y terminó viviendo con su madre.

## El arresto y la condena
En 1982, Debbie Carter, camarera en un bar de Ada frecuentado por Williamson, fue encontrada muerta. Williamson y su amigo Dennis Fritz fueron detenidos cinco años más tarde bajo frágiles testimonios, incluida una muy inusual confesión en forma de un sueño experimentado por el enfermo mental Williamson. Ambos fueron declarados culpables. Williamson recibió una sentencia de muerte, mientras que Fritz fue enviado a prisión de por vida.
Las pruebas incluyeron testimonios de expertos en análisis de cabello, que ahora son consideradas como poco fiable. El experto llegó a la conclusión de que el 13 de los 17 pelos encontrados en la escena del crimen fueron "microscópicamente coherentes" con los de Fritz y Williamson, y alegó que uno de ellos era "exacto". La defensa falló en señalar que, si bien las muestras de cabello podrían haber implicado la pareja, igualmente podrían haberlos exculpado. A pesar del rápido deterioro de su salud mental, no se hizo moción para evaluar la competencia de Williamson para ser juzgado.
Después de la condena, la confesión de un hombre llamado Joe Simmons Ricky salió a la luz, que la fiscalía había abogado durante el juicio pero no había informado. Teniendo conocimiento de este hecho, mientras estaba en el pabellón de condenados a muerte Williamson estuvo cada vez más convencido de que Simmons había cometido el asesinato y exigió en repetidas ocasiones su detención, pero Simmons nunca fue acusado.

## Exoneración
Después de 12 años en el pabellón de condenados a muerte y tras varias apelaciones, Williamson y Fritz fueron exculpados por pruebas de ADN, y finalmente fueron liberados. Williamson murió en un asilo a causa de una cirrosis hepática cinco años después. La Thorazine y otros medicamentos de venta con receta pudieron haber precipitado la cirrosis. El novelista John Grisham leyó la nota necrológica de Williamson en The New York Times e hizo de Fritz y Willamson el tema de su primer libro no ficcionado, El hombre inocente: Asesinato e injusticia en una pequeña ciudad, publicado en 2006. El libro se convirtió en un best-seller.
Muchos de los residentes de Ada sigue creyendo que Williamson y Fritz son culpables largo tiempo después de haber sido exonerado. De hecho, tanto que al parecer sintieron la necesidad de mantener un ojo sobre sus hombros desde su puesta en libertad, tal era su convicción de que el fiscal Bill Peterson y otros funcionarios de la policía Ada trataron de llevarlos a juicio de nuevo.

## El verdadero asesino
Glen Gore, un hombre de Ada que había testificado en contra de ambos, Williamson y Fritz, al parecer bajo amenazas del fiscal, fue finalmente condenado por el asesinato de Debbie Carter. Fue la última persona vista con Carter, y también se le vio discutiendo con ella la noche de su muerte. A pesar de que había presentado muestras de cabello después de su asesinato, estos nunca fueron procesados.
Una vez que Ron Williamson y Dennis Fritz fueron absueltos, Glen Gore finalmente fue llevado a juicio, basado en la misma prueba de ADN que había absuelto a Fritz y Williamson. Esta prueba demostró que era de Glen Gore el ADN que se dejó en la escena del crimen y la impresión de su mano la encontrada en pared del apartamento de la víctima.